# Hervé Pinoteau

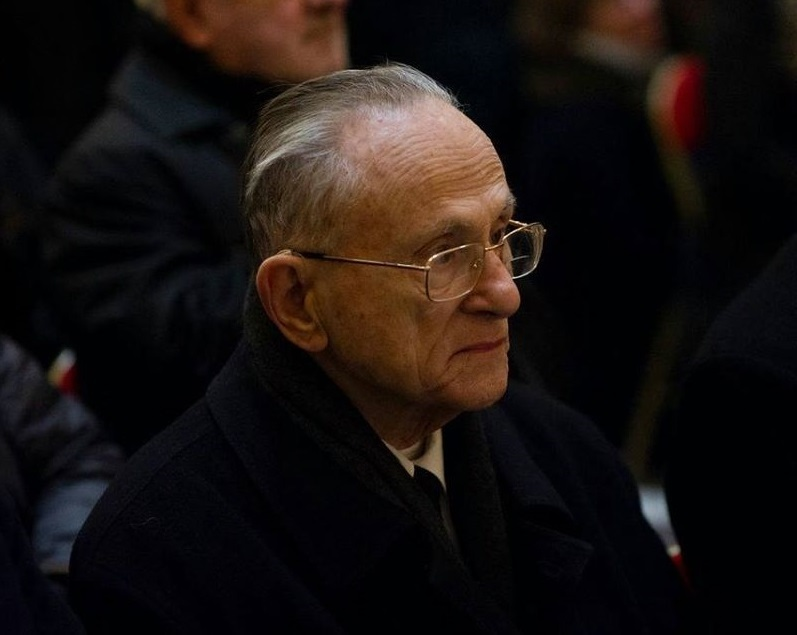
Hervé Pinoteau, 2019

Hervé Pinoteau (* 19. Juli 1927 in Paris; † 24. November 2020) war ein bedeutender französischer Historiker und Heraldiker, der sich durch seine monarchistischen Ansichten und seine Beiträge zur legitimistischen Bewegung in Frankreich auszeichnete. Er war von 1964 bis 2007 Generalsekretär der 1949 gegründeten Académie internationale d’héraldique einer renommierten Institution, die sich mit der Wissenschaft und Kunst der Heraldik beschäftigt.
Pinoteau war auch Gründer des Secrétariat du Prince Alphonse, duc de Bourbon (1962) und des Institut de la maison de Bourbon (1973). Diese Institutionen spielten eine zentrale Rolle bei der Wiederbelebung der legitimistischen Bewegung in Frankreich, die sich für die Rückkehr der Bourbonen auf den Thron einsetzte.
Als Heraldiker erwarb Pinoteau internationale Anerkennung durch seine umfassende Kenntnis der französischen Staatssymbole, die verschiedene Regierungen und Dynastien repräsentieren. Besonders hervorzuheben ist sein Entwurf des Wappens der Region Pays de la Loire., das er für die Region gestaltete.

## Werke
- Monarchie et avenir, Nouvelles Editions Latines, Paris 1960
- L’héraldique capétienne, 1976, broschiert 2000
- L’Héraldique capétienne, Nouvelles éditions latines, 1977
- L’État de l’Ordre du Saint-Esprit en 1830 et la survivance des ordres du roi, 1983
- État présent de la Maison de Bourbon, 3. Ausgabe, 1985
- Hervé Pinoteau, Fabien Gandrille, Christian Papet-Vauban, Etat présent de la maison de Bourbon : pour servir de suite à l’almanach royal de 1830 et à d’autres publications officielles de la Maison, Léopard d’or, 1986
- Études sur les ordres de chevalerie du Roi de France, Le léopard d’Or, Paris 1995
- Le chaos français et ses signes, 1998
- Hervé Pinoteau, Jean de Vaulchier, Jacques Amable de Saulieu, Jean de Bodinat, Armorial de l’ANF – Association d’entraide de la Noblesse Française – Hervé Pinoteau : Héraldique et noblesse en préface de l’ouvrage
- La symbolique royale française, 2004
- Saint Louis: Son entourage et la symbolique chrétienne, 2006
- Cinq études d’héraldique et de symbolique étatique, Léopard d’or, 2007